# Phare de Caldey
Le phare de Caldey est situé à l'extrémité sud de l'île de Caldey, à 5 km au sud du comté de Pembrokeshire, au pays de Galles, petite île habitée par un monastère cistercien, l'abbaye de Caldey et un village.
Ce phare est géré par le Trinity House Lighthouse Service à Londres, l'organisation de l'aide maritime des côtes du pays de Galles.

## Histoire

### Construction
Une demande de construction du phare a été faite en mars 1827 au nom des commerçants de la baie de Carmarthen. Il a été commandé par Trinity House et construit par Joseph Nelson pour un coût de 4 460 £. La lumière fut mise en service en 1829.
Le phare est une tour ronde en calcaire de 17 m de haut avec des murs de 0,91 m d'épaisseur à la base et de 0,76 m d'épaisseur au sommet. La lumière se trouve à 64 m au-dessus de la ligne des hautes eaux. Il agit en conjonction avec le phare de l'île de Lundy dans le canal de Bristol et a une portée de 13 milles nautiques (24 km).

### Lanterne et lampe
La lanterne actuelle fut installée vers le milieu du XIXe siècle et comprenait 20 lampes et réflecteurs du concepteur suisse Ami Argand. Le phare a été converti en opération automatique dès 1929. C'était le dernier phare de Trinity House à être alimenté au gaz, étant finalement converti à l'électricité en 1997.
La lumière était destinée à l'aide au trafic côtier commercial de calcaire et de charbon sur la côte du pays de Galles, mais aussi au trafic longue distance avec le continent nord-américain pour l'identification de canal de Bristol par rapport à la Manche.

### Habitations des gardiens
Les logements des gardiens attenants au phare, sont à deux étages, avec des cheminées octogonales et un couloir de liaison au premier étage. Des jardins sont clos derrière la station. Les bâtiments ont été construits vers 1868-70.